# César Arturo Ramos
César Arturo Ramos Palazuelos (ur. 15 grudnia 1983 w Culiacán) – meksykański sędzia piłkarski. Od 2014 roku sędzia międzynarodowy.
Ramos znalazł się na liście 35 sędziów Mistrzostw Świata 2018.

## Sędziowane mecze Mistrzostw Świata 2018
| Mecz                  | Data       | Miejsce                         | Runda        | Wynik | Żółta kartka | Czerwona kartka |
| --------------------- | ---------- | ------------------------------- | ------------ | ----- | ------------ | --------------- |
| Brazylia – Szwajcaria | 17.06.2018 | Rostow Ariena, Rostów nad Donem | Faza grupowa | 1:1   | 4            | 0               |
| Polska – Kolumbia     | 24.06.2018 | Kazań Ariena, Kazań             | Faza grupowa | 0:3   | 2            | 0               |
| Urugwaj – Portugalia  | 30.06.2018 | Stadion Olimpijski, Soczi       | 1/8 Finału   | 2:1   | 1            | 0               |

## Sędziowane mecze Mistrzostw Świata 2022
| Mecz                    | Data       | Miejsce                           | Runda        | Wynik         | Żółta kartka  | Czerwona kartka |
| ----------------------- | ---------- | --------------------------------- | ------------ | ------------- | ------------- | --------------- |
| Dania – Tunezja         | 22.11.2022 | Education City Stadium, Al-Rayyan | Faza grupowa | 0:0           | 3             | 0               |
| Belgia – Maroko         | 27.11.2022 | Al-Thumama Stadium, Doha          | Faza grupowa | 0:2           | 2             | 0               |
| Portugalia – Szwajcaria | 6.12.2022  | Lusail Stadium, Lusajl            | 1/8 Finału   | 6:1           | 2             | 0               |
| Francja – Maroko        | 14.12.202  | Al Bayt Stadium, Al-Chaur         | Półfinał     | Nie rozegrano | Nie rozegrano | Nie rozegrano   |